# アレッサンドロ・マエストリ
アレッサンドロ・マエストリ（Alessandro Maestri , 1985年6月1日 - ）は、イタリア・エミリア＝ロマーニャ州フォルリ＝チェゼーナ県チェゼーナ出身の元プロ野球選手（投手）。右投右打。マイナーリーグ時代の登録名は「アレックス・マエストリ (Alex Maestri)」。

## 経歴

### サンマリノ時代
2005年に、イタリアンベースボールリーグのT&Aサンマリノでプレー。
2006年開幕前の3月に開催された第1回ワールド・ベースボール・クラシック(WBC)のイタリア代表に選出された。同大会では主にクローザーを務めた。

### カブス傘下時代

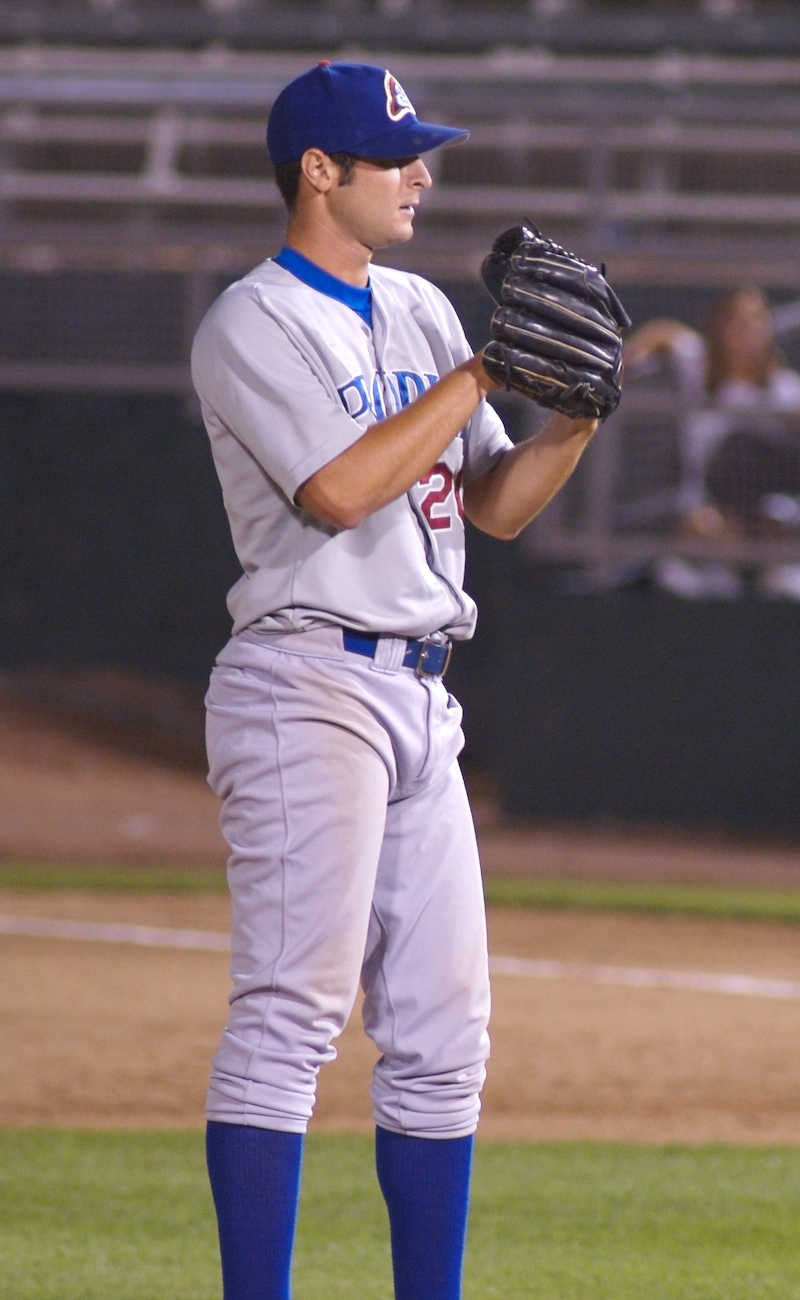
A級ピオリア時代
(2007年8月3日)

第1回WBCの終了後に、シカゴ・カブス傘下のチームとマイナー契約を果たした。
2007年9月に第30回ヨーロッパ野球選手権大会のイタリア代表に選出された。11月に第37回IBAFワールドカップのイタリア代表に選出された。同大会ではアメリカ合衆国戦に登板し、チームも勝利している。
2008年は先発投手としてデイトナ・カブスでプレー。5勝3敗、防御率3.69の成績を残し、フロリダ・ステートリーグのオールスター戦にも出場した。その後、AAに昇格を決めた。純粋なイタリア生まれイタリア育ちのイタリア人選手のAA級でのプレーはマエストリが史上初である。
2009年の3月に開催された第2回WBCのイタリア代表に選出され、2大会連続2度目の選出となった。同大会では後にオリックスでチームメイトとなるヴィニー・ロッティーノともバッテリーを組んだ。
2011年4月にカブスを解雇される。

### ソルトドッグス時代
2011年は独立リーグであるアメリカン・アソシエーションのリンカーン・ソルトドッグスでプレーした。オフには、オーストラリア連邦のウィンターリーグであるオーストラリアン・ベースボールリーグに参加し、ブリスベン・バンディッツでプレーした。

### 四国IL・香川時代
2012年は当初、母国イタリアのリミニ・ベースボールクラブに所属していたが、3月26日に四国アイランドリーグplusの香川オリーブガイナーズに入団した。前期優勝したチームにおいて、前期は30試合（47回2/3）に登板、2勝0敗12セーブ、防御率1.32の成績（前期終了時点でセーブ・防御率はリーグ首位）を残した。リーグではこのあとマエストリを上回るセーブを記録した選手が現れなかったため、途中退団にもかかわらず、最多セーブのタイトルを手にすることになった。

### オリックス時代
2012年7月4日にオリックス・バファローズに入団。史上初めてイタリア生まれ・イタリア育ちの選手が誕生した。日本国内において、独立リーグの球団からシーズン途中でNPBの球団に移籍する選手は、前年までオリックスに在籍したフランシスコ・カラバイヨに次いで2人目である。なお、香川での登板は、入団発表直後（7月7日）の徳島インディゴソックス戦が最後になった。
オリックスへの入団後は、ウエスタン・リーグの公式戦5試合に登板し、通算14イニングで自責点2と好投したため、8月12日の対千葉ロッテマリーンズ戦（QVCマリンフィールド）で、先発投手として一軍デビューを果たした。この試合では、6回1/3を1失点で凌いで初勝利。イタリア出身投手として歴史的な1勝を挙げた。8月26日の対埼玉西武ライオンズ戦では、9回4安打1失点11奪三振で入団後初の完投勝利。シーズン通算では、一軍公式戦8試合の先発で、4勝3敗、防御率2.17という好成績を残した。
2013年開幕前に第3回WBCのイタリア代表に選出され、3大会連続3度目の選出となった。シーズンでは4月4日にこの年初めて一軍へ昇格する と、7月30日の対福岡ソフトバンクホークス戦までに先発で4勝を挙げた。しかし、3度の二軍降格を経験するほど投球内容が不安定だった ことから、8月13日の対北海道日本ハムファイターズ戦で3回1/3を投げ、4失点を喫した先発登板を最後に中継ぎへ転向。シーズン通算の防御率こそ5点台だったものの、中継ぎ転向後の9月に1ヶ月で3勝を稼いだ。球団では、ロングリリーフでの起用や先発への復帰を見据えて、同月中にマエストリの残留を決めた。
2014年には、先発投手が崩れた局面からのロングリリーフを中心に、安定した投球で一軍のパシフィック・リーグ優勝争いに貢献。公式戦36試合の登板で、3勝1敗1ホールド、防御率1.97を記録した。
2015年2月17日に「GLOBAL BASEBALL MATCH 2015 侍ジャパン 対 欧州代表」の欧州代表に選出された。3月10日の第1戦に2番手として登板している。シーズンの公式戦にも、開幕直後の4月3日から一軍に合流すると、同月22日の対ロッテ戦（QVCマリンフィールド）で一軍初セーブを挙げた。ただし、チームの外国人枠との兼ね合いなどから、5月上旬以降は一軍と二軍を往復。一軍公式戦では28試合の登板で防御率3.19、1セーブ、1ホールドを記録した一方で、入団後初めて未勝利に終わった。オフの10月23日に第1回WBSCプレミア12のイタリア代表に選出された。大会終了後、球団が翌2016年の保留選手名簿にマエストリを記載しなかったため、12月2日付でNPBから自由契約選手として公示された。

### ハンファ時代
2016年2月10日にベースボール・チャレンジ・リーグの群馬ダイヤモンドペガサスに入団した。が、3月15日に韓国プロ野球のハンファ・イーグルスと契約し群馬では試合に出場せず、韓国プロ野球初のイタリア出身の選手となった。ハンファでは2勝を記録し、同年6月20日にウェーバー公示され退団した。

### 群馬ダイヤモンドペガサス時代
2016年7月12日に同年最初に契約したベースボール・チャレンジ・リーグの群馬ダイヤモンドペガサスと契約し直した。

### メキシカンリーグ時代
2017年3月31日にメキシカンリーグのベラクルス・レッドイーグルスと契約。オフの9月22日にオランダ代表との親善試合である「ヨーロピアン・ベースボール・シリーズ」のイタリア代表に選出された。

### サンマリノ復帰
2017年12月21日にイタリアンベースボールリーグのT&Aサンマリノと契約を結んだ。この帰国後はイタリアに妻とともに野球を含むスポーツショップを開いた。サンマリノには2020年まで在籍し、2020年には7勝0敗、防御率1.05の成績でチームの優勝に貢献した。

### オーストラリア時代（2度目）
2018年8月、イタリアベースボールリーグのシーズン終了後、オーストラリアのシドニー・ブルーソックスに入団することが発表された。オーストラリアでのプレーは翌年の（北半球の）冬季シーズンにも参加している。

### 現役引退
2021年5月11日、ソーシャルメディアに投稿したビデオ映像にて現役からの引退を発表した。
引退後は、前述の通りイタリアに妻とともに開いた野球を含むスポーツショップを経営しているほか、2024年3月6日と7日に侍ジャパンと対戦する欧州選抜チームの投手コーチを務めている。

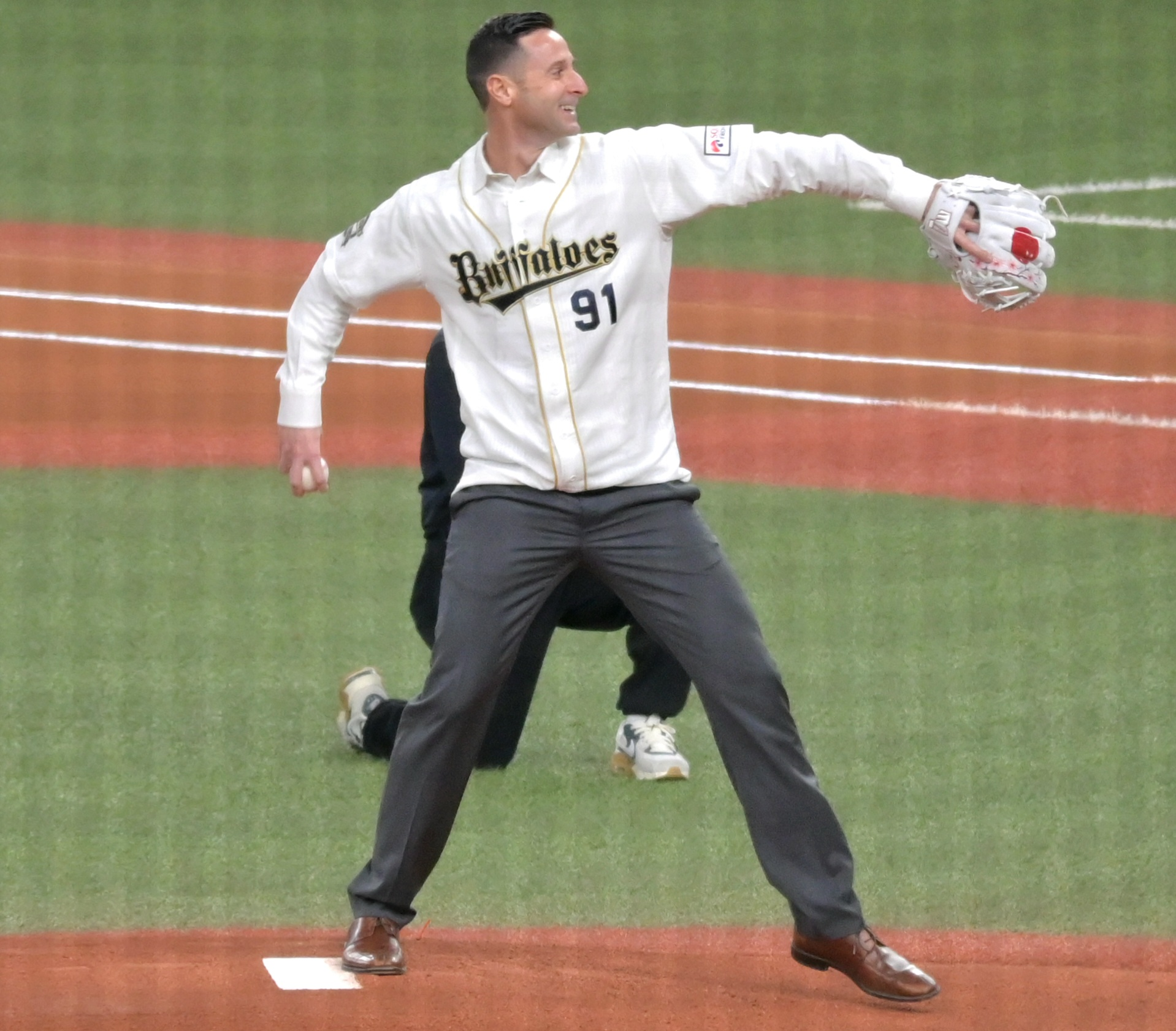
2024年03月9日京セラドーム大阪(特別始球式)

## プレースタイル
強いインステップから投げ込む平均球速142km/h、最速153km/hの速球（フォーシーム、ツーシーム）に加え、変化球はスライダーが武器で、他にもチェンジアップ・フォークを投げる。独立リーグ以前ではクローザー、オリックスに入ってからは先発やロングリリーフも経験しており、起用法を問わずに投げることができる。
NPB初登板、初勝利を上げた時のグラブは、2010年のイタリア代表の台湾遠征時に購入した5000円のもの（ZETT社製）を使用しており、一生懸命と刺繍されている。

## 人物
過去にイタリア系アメリカ人のプレーヤーはいたが、イタリア生まれイタリア育ちのイタリア人プレーヤーはNPB史上初。
母語のイタリア語に加え、マイナーリーグでの生活が長かったため英語やスペイン語の技能に優れている。日本球界入りして以降は、日本語も少し話せるようになった。日本時代に遠征先の幕張の外国人バーで知り合ったアルゼンチン出身の女性と結婚している。
ガイナーズ退団後も香川県には思い入れがある。

## 詳細情報

### 年度別投手成績
| 年 度    | 球 団      | 登 板 | 先 発 | 完 投 | 完 封 | 無 四 球 | 勝 利 | 敗 戦 | セ 丨 ブ | ホ 丨 ル ド | 勝 率 | 打 者 | 投 球 回 | 被 安 打 | 被 本 塁 打 | 与 四 球 | 敬 遠 | 与 死 球 | 奪 三 振 | 暴 投 | ボ 丨 ク | 失 点 | 自 責 点 | 防 御 率 | W H I P |
| -------- | ---------- | ----- | ----- | ----- | ----- | -------- | ----- | ----- | -------- | ----------- | ----- | ----- | -------- | -------- | ----------- | -------- | ----- | -------- | -------- | ----- | -------- | ----- | -------- | -------- | ------- |
| 2012     | オリックス | 8     | 8     | 1     | 0     | 1        | 4     | 3     | 0        | 0           | .571  | 204   | 49.2     | 45       | 0           | 12       | 0     | 4        | 40       | 4     | 0        | 17    | 12       | 2.17     | 1.15    |
| 2013     | オリックス | 24    | 11    | 0     | 0     | 0        | 7     | 5     | 0        | 0           | .583  | 334   | 75.0     | 77       | 9           | 32       | 0     | 12       | 42       | 3     | 2        | 52    | 45       | 5.40     | 1.45    |
| 2014     | オリックス | 36    | 1     | 0     | 0     | 0        | 3     | 1     | 0        | 1           | .750  | 213   | 50.1     | 31       | 5           | 30       | 0     | 5        | 48       | 3     | 0        | 12    | 11       | 1.97     | 1.21    |
| 2015     | オリックス | 28    | 1     | 0     | 0     | 0        | 0     | 2     | 1        | 1           | .000  | 190   | 42.1     | 37       | 5           | 23       | 2     | 3        | 34       | 1     | 0        | 18    | 15       | 3.19     | 1.42    |
| 2016     | ハンファ   | 9     | 8     | 0     | 0     | 0        | 2     | 2     | 0        | 0           | .500  | 157   | 28.2     | 37       | 4           | 34       | 2     | 1        | 23       | 0     | 0        | 37    | 30       | 9.42     | 2.48    |
| NPB：4年 | NPB：4年   | 96    | 21    | 1     | 0     | 1        | 14    | 11    | 1        | 2           | .560  | 941   | 217.1    | 190      | 19          | 97       | 2     | 24       | 164      | 11    | 2        | 99    | 83       | 3.44     | 1.32    |
| KBO：1年 | KBO：1年   | 9     | 8     | 0     | 0     | 0        | 2     | 2     | 0        | 0           | .500  | 157   | 28.2     | 37       | 4           | 34       | 2     | 1        | 23       | 0     | 0        | 37    | 30       | 9.42     | 2.48    |

- 2018年度シーズン終了時
- 各年度の太字はリーグ最高

### 記録
NPB
- 初登板・初先発登板・初勝利・初先発勝利：2012年8月12日、対千葉ロッテマリーンズ17回戦（QVCマリンフィールド）、6回1/3を1失点5奪三振
- 初奪三振：同上、2回裏にサブローから空振り三振
- 初完投勝利：2012年8月26日、対埼玉西武ライオンズ19回戦（京セラドーム大阪）、9回1失点11奪三振（無四死球）
- 初セーブ：2015年4月21日、対千葉ロッテマリーンズ4回戦（QVCマリンフィールド）、12回裏に5番手で救援登板・完了、1回無失点

### 独立リーグでの投手成績
日本
| 年 度         | 球 団         | 登 板 | 完 封 | 勝 利 | 敗 戦 | セ 丨 ブ | 勝 率 | 投 球 回 | 与 四 球 | 与 死 球 | 奪 三 振 | 自 責 点 | 防 御 率 |
| ------------- | ------------- | ----- | ----- | ----- | ----- | -------- | ----- | -------- | -------- | -------- | -------- | -------- | -------- |
| 2012          | 香川          | 31    | 0     | 2     | 0     | 12       | 1.000 | 50.2     | 18       | 0        | 50       | 7        | 1.24     |
| 2016          | 群馬          | 12    | 0     | 0     | 0     | 0        | ----  | 19.1     | 5        | 0        | 15       | 5        | 2.33     |
| 四国IL：1年   | 四国IL：1年   | 31    | 0     | 2     | 0     | 12       | 1.000 | 50.2     | 18       | 0        | 50       | 7        | 1.24     |
| BCリーグ：1年 | BCリーグ：1年 | 12    | 0     | 0     | 0     | 0        | ----  | 19.1     | 5        | 0        | 15       | 5        | 2.33     |

- 各年度の太字はリーグ最高

### 背番号
- 27 （2011年）
- 99 （2012年 - 同年7月8日）
- 91 （2012年7月9日 - 2015年、2016年7月 - ）
- 48 （2016年3月 - 同年6月）

### 代表歴
- 2006 ワールド・ベースボール・クラシック・イタリア代表
- 2007年ヨーロッパ野球選手権大会イタリア代表
- 2007 IBAFワールドカップ イタリア代表
- 2009 ワールド・ベースボール・クラシック・イタリア代表
- 2013 ワールド・ベースボール・クラシック・イタリア代表
- 2015 WBSCプレミア12 イタリア代表
- 2017 ワールド・ベースボール・クラシック・イタリア代表